# 渡辺暁
渡辺 暁（わたなべ あきら、1972年 - ）は日本の政治学者、ラテンアメリカ研究者、チェスプレーヤー。2020年時点、東京工業大学准教授。東京出身。研究者としての専門はメキシコの政治、ラテンアメリカの文化と政治。

## プロフィール
小学生の時にチェスを覚え、高校生の時から本格的に始めた。東京大学卒業後、メキシコへチェス留学。同年にFIDEレーティングが確定し、1997年にはFIDEマスターに認定された。
2019年12月時点のレーティングは2284で、日本人では第9位。日本チェス協会の段位は六段に認定されている。好きな戦法は、シシリアン・ディフェンスとキングズ・インディアン・ディフェンス。
2011年に評言社から発行された『ボビー・フィッシャー 魂の60局』では解説を担当している。
本職のラテンアメリカ研究の分野では、2012年4月より山梨大学准教授となったほか、東京大学、慶應義塾大学、駿河台大学などでスペイン語の非常勤講師を務めている。2020年度より、東京工業大学に移籍。他大学での非常勤講師としての勤務は継続している。

## タイトル
- 全日本ジュニア・チャンピオン - 1990年、1991年
- 全日本学生・チャンピオン - 1992年、1993年
- ジャパンオープン・チャンピオン - 1999年、2000年、2001年[2]
- ジャパンリーグ・チャンピオン - 1998年、1999年、2002年
- 全日本快速・チャンピオン - 1992年

## 著書
チェス関連、政治学・地域研究関連の両方を含む。

### 単著
- 『ここからはじめるチェス』（ナツメ社）- チェス関連の著書[3]。
- 『渡辺暁のチェス講義 戦略と考え方を学ぶ24のレッスン』（評言社）- 同上[3]。
- 『はじめてでもよくわかる!図解チェス入門』（朝日新聞出版、2016年11月30日発行、ISBN 978-4-02-333111-2）- 同上[3]。

### 共訳書
- 『火山の下』（マルカム・ラウリー著、斎藤兆史監訳、白水社）- 政治学・地域研究関連の共訳書[3]。